# Rhodesiella nobilis
Rhodesiella nobilis är en tvåvingeart som först beskrevs av Frey 1923.  Rhodesiella nobilis ingår i släktet Rhodesiella och familjen fritflugor. Inga underarter finns listade i Catalogue of Life.